# Chrysoclista linneella
Chrysoclista linneella — вид лускокрилих комах родини злакових молей-мінерів (Elachistidae).

## Поширення
Chrysolista linneella широко поширена в Європі. На півночі ареал простягається до південної Фенноскандії. Свідчення з Малої Азії вважаються непевними. Вид був завезений до Північної Америки в першій половині 20 століття. Крім того, це інтродукований вид у Північній Америці, де про нього вперше повідомили в Нью-Йорку в 1928 році. У Сполучених Штатах є повідомлення та записи з інших частин штату Нью-Йорк, у Нью-Джерсі, поблизу Бостона, в Массачусетсі, Коннектикуті і Вермонті. У Канаді він відомий лише з Онтаріо та Нової Шотландії.

## Опис
Розмах крил становить 10–13 мм.

## Спосіб життя
Метелики літають з травня по вересень. Личинки мінують кору липи (Tilia). Іх можна знайти за наявністю коричневого нальоту на поверхні стовбура.